# چمتو
چمتو، روستایی از توابع بخش رحیم‌آباد شهرستان رودسر در استان گیلان ایران است.

## جمعیت
این روستا در دهستان شوئیل قرار دارد و براساس سرشماری مرکز آمار ایران در سال ۱۳۸۵، جمعیت آن ۵۲ نفر (۱۳خانوار) بوده‌است.

## تاریخچه
ریشه نامگذاری (چم‌تو) چمتو بیش از یکصدو پنجاه سال پیش به اینگونه بوده است که روستای چمتو در ابتدا یک محوطه بدون آبادانی و بدون سکونت و فاقد نام بود که توسط سه برادر بنام های کربلایی‌امیرجان و شیرمحمودو شیر محمدکه از فرزندان کربلایی      رضا قلی از ساکنین و آبادگران اولیه این مکان (چم تو)بودند و بعدها این مکان چمتو شد و در زمان صدور شناسنامه‏، نام خانوادگی این اشخاص‏‏، ”دلپذیر” ثبت شد.
خانواده دلپذیر در این روستا از کنار آبراهه و رودخانه لسبو رود و چم تو رود شروع به آبادانی و فعالیت های عمرانی نمودند و به دلیل وجود کشزارها و مزارع تولید گندم و جو و...اولین اقدام ابادانی و عمرانی آنها ساخت آبراهه از کنار رودخانه لسبو رود و چمتو رودبرای ساخت آسیاب آبی و بناگذاری ساختمان آسیاب آبی و تجهیزات آن در ملک شخصی خود کردند، وقتی رهگذرها و ساکنین روستاهای همجوار، جدیت و پشتکار مضاعف در عمران و آبادانی ساخت آبراهه با سنگ چین متعدد در مسیرطولانی این سه برادر پرتلاش را مشاهده می‌کنند نام این محوطه کاری را چم تو می نامند، در واقع وجه تسمیه و نامگذاری این روستا از تحول عبارت”چم کار تو است” به معنی ”شما در این کار تبحر دارید” گرفته شده است، عبارت یاد شده به مرور زمان به ”چمتو” تغییر پیدا نام پیدا نمود.

## امرار معاش و تردد اهالی در گذشته
از حدود یکصد و پنجاه سال‏ پیش تا دهه هفتاد شمسی، عموم مردم چمتو به منظور امرار معاش، به کشاورزی و زراعت و باغداری و دامپروری مشغول بودند و بصورت کوله‌بری محصولات تولیدی خود اعم از گندم و جو و لوبیا‏، سیب زمینی‏، گل‌گاو زبان‏، عسل‏، فندوق‏، گردو، کشک‏، پشم گوسفندی و بز، پنیر‏، ماست چکیده (دوغ) گاوی و گوسفندی‏، کره حیوانی گاوی و گوسفندی‏، آرد گندم‏ و آردجو‏ و همچنین دام سبک گوسفند، بز و دام سنگین گاو، اسب‏، الاغ‏ و قاطر توسط چوبدار و به روستاهای اطراف و بازارهای هفتگی رودسر، رحیم‌آباد، کلاچای و املش برای فروش می‌بردند. در کناراین فعالیت، اهالی روستا به منظور تهیه مایحتاج مصرفی ضروری خود از جمله برنج و همچنین برای روشنایی و روشن نگه داشتن چراغ‌های گردسوز تمام شیشه‌ای و فلزی و فانوس و سیتکاه و چراغ زنبوری، نفت سفید را از بخش رحیم آباد تهیه و به صورت کوله‌بری و یا با قاطر و اسب و الاغ تا دهکده چمتو حمل می نمودند و برای نیاز سالانه روشنایی، پخت و پز و گرمایش منازل خود استفاده می‌کردند.
حمل و نقل محصولات یاد شده که به صورت کوله‌بری صورت می گرفت و همچنین عبور مرور انسان‌ها و احشام از ییلاق تا گیلان یعنی از فاصله بخش کنونی رحیم آباد شهرستان رودسر تا دهستان شوییل (اشکور مرکزی) روستای چمتو، به ناچار باید دو روز و یک شب برای رسیدن به روستای چمتو پیاده میرفتند و48ساعت و بیشتر پیاده طول می‌کشید. وضعیت راه عبوری نیز بسیار نامطلوب بوده به طوری که عرض راه پیاده‌رو و مال‌رو بسیار باریک بود و قسمت‌هایی هم که مسیر عبور و مرور سخت، گلی و صخره‌ای بود، شیوه عبور از این گذرگاه‌های سخت و باریک در برخی از نقاط به این صورت بود که تنها یک نفر قابلیت تردد داشت به طوری که یک نفر در ابتدای مسیر می ماندو دیگری عبور می‌کرد و با فریاد زدن برای عبور از مسیر تنگ و باریک‏ یکدیگر را مطلع می کردند. در بعضی قسمت‌ها نیز به ناچار باید از بستر و عرض رودخانه پلرود، در بعضی  دیگر از قسمت‌ها جهت عبور از آب از روی پل‌های چوبی ساخته شده کاملا ابتدایی ودست ساز و بعضی قسمت ها نیز از قایق چوبی برای عبور استفاده می‌کردند. به طور مثال بین رحیم آباد و روستای ماچیان بر قایق چوبی سوار و از آب رودخانه پلرود عبور می‌کردند. با این حال گاها طغیان رودخانه‏‏، آن  سازه ها را تخریب میکرد و با خود می برد و برخی مواقع هم به دلیل شدت جریان آب با قایق هم نمی‌شد عرض رودخانه پلرود را عبور کرد. عموم ترددها مردم منطقه از کنار آبراهه دره ها و جوب ها و از کنار رودخانه پلرود بوده که به دلیل بارندگی زیاد  شسته می‌شد و رانش جاده‌های پیاده‌رو و مال‌رو، عبور و مرور را برای اهالی کاملا مختل می‌نمود و اهالی به ناچار باید معبر دیگری برای تردد درست می کردند.
در این شرایط، فردی بنام کربلایی امیرجان دلپذیر که مردی قوی هیکل و متبحر در راه‌سازی که دارای ابزارهای کار مخصوص راه سازی آن زمان ( انوع دیلم  از نوک تیز، نوک پهن، نوک کج و چند نوع پتک آهنی، کلنگ، تیشه، بیل و چنگ و مته دستی و سیم بکسل و ارابه حمل بار با قاطر و  چند ذمه حمل بار دستی دونفره و سبد بافته شده با چوب نازک فندق جهت حمل بار تک نفره )بود، راه‌هایی از جمله راه تمام صخره ای وای گان ومسیر و پل سی پل (سیمی پل) در پای کوه تمام سنگی ”عروس و داماد” به همت ایشان و با کمک اهالی ساخت که هنوز آثار آن به یادگار باقی مانده است. بعد از پل سی‌پل هم یک بنای استراحتگاه کنار رودخانه سی‌پل، مشهور به استراحتگاه سی پل بنا شده و بیادگار باقی مانده است.

## بناهای دست‌ساز دهکده چمتو
بناهای دست ساز مسیر بقاء و توسعه دهکده چمتو 

با همت والاو قابل تحسین مردان سخت کوش آن زمان(یکصدو پنجاه سال) پیاده راهی بمنظور تردد انسانها و احشام که ساختن آن برایشان خرسند کننده بود راهی پیاده رو  و مال رو برای حمل کالا ضروری و محصولات تولیدی خود را بناکردند.در برخی نقاط با سنگ چین در عرض کم عمق آب راهه (سنگ‌واز )و برخی نقاط با ساختن پل چوبی بر روی رودخانه و برخی نقاط با شکافتن و تراشیدن صخره ای یکپارچه از سنگ راهی باریک برای عبور مرود انسانها و احشام از چمتو به رحیم آبا د و بلعکس باهم و برای هم ساختند. تا سال یکهزار و سیصد و هفتاد شمسی هیچ معبری برای عبور وهیچ وسیله نقلیه خودروی نبود از رحیم آباد تا روستای چمتو عموم مردم بناچار باید دو روز و یک شب پیاده و با چهار پایان خود راه می رفتند و بیش از پانزده مکان، روستا، نشانه هایی مشهور برای عموم مردم شناخته شده‌ بودند و در سر مسیر عبور آنها وجود داشت. از جمله روستاهای آن بنام های بندبن، طول‌لات، و قلعه گردن، سوگوابر و سیاه کشان، دیمابن، وای گان، دیورود، سلم دار‏، زیاز و سی پل، تاش‌سر، روم دشت ، سیاه گل چال، سلاکبن، لرده، شوئیل، دوتور‌سر، کیکاوس، تازه آباد ،گیلاچاکان، گیلایه مکان هایی‌تا مقصد مورد نظر‌در مسیر مردم دهکده (چم‌تو) چمتوبود.‌‌‌در طول مسیر شب منزل و روستایی بنام دیورود (رودی پرآب‌که‌دیوانه وار حرکت داشت) بود. و یک درخت سرو (سلم دار)بودکه این نشانی درخت سرو (سلم دار)با دوباب مغازه نعل بندان برای صاحبان چهار‌پا و مغازه ای هم (سیقل دکان)برای ساختن ‌ابزار کار و ابزار منزل وسیقل دادن آهن در کوره آتشین شناخته شده بود بنام روستای زیاز. ونیز چای‌خانه‌ای درکنار قله سنگ گرد بسیار و بسیار بزرگ در کنار نسیم رودخانه سی پل ساخته شده بود. محلی برای استراحت حدود یک ساعته انسان‌ها و احشام جهت آسایش و تقویت قوا برای ادامه مسیر تا روستای چمتو برای عموم مردم شناخته شده بود.‌در‌آن مکان چاشت ویا نیم چاشت می‌خوردند ‌و‌یا شب را‌سپری و استراحت می‌کردند سپس صبح ‌فردا و‌یا‌‌ ‌طول روز و گاهی هم شبانه با نور فانوس و یا چراغ پی سوز مسیر‌را طی می‌کردند. تمامی افراد با تمام سختی ها متحد‌هم ‌و‌غمخوار و کمک حال هم بودند لمس میشدو‌در‌مسیری مملو از تحرک، پویایی ‌،کار‌، تلاش مضاعف، در حال  استمرار ساختن و تولید بودند. از جمله ساختن پیاده راه برای عبور و مرور‏، ساختن مسجد و ساختن مقبره و بقاء برای تدفین بزرگان درمحلی بنام بلکوت محل تدفین هفت بزرگرشد. آب راهه ای برای باغبانی و آب راهه‌ای ‌برای آسیاب آبی باکندن دیواره کوه درکنار لسبورود و چمتو رود همت گماردند بناگذاشتند که هنوز ماندگار است. آن مرد خلاق بزرگ منش و صاحب اندیشه تولید در زمینی که با دستان‌ پرتوان خود آباد کرده بود ساختمان کوچکی با صرف وقت و انرژی وافر طی‌گذر‌زمان با دیوار و سقفی ازچوب‌، سنگ و گل برای اسقرار‌سنگ های قطور و مدور‌ پهن پیکر اسیاب به عنوان سنگ زیرین وسنگ فوقانی اسیاب آبی و آب راه ای تمام تخته چوب با شیب تند ساخت تا آب با فشار زیاد به پره های چوبی آسیاب آبی رارا به حرکت دربیاورد خلق کرد وساخت و با ابزار آردکوبی نازل گندم بصورت ناودانی از چوب تراشیده و طنابی از موی بز بافته شده محکم بهم پیوند داده بود و مخزنی برای گندم و مخزن هم مجزا برای آرد گندم تراشیده شده از چوب طراحی نمودند. با همدلی عموم مردم و به دست انسانی توانا با اراده ای فوق العاده با فکر و خلاق بنام کربلایی امیرجان دلپذیر ساخته شد و مورد استفاه و بهره برداری عموم مردم منطقه قرار میگرفت. و در امور ساختن مردی اندیشمند وپیشگام بود که این بنای‌ساخته شده مورد بهره برداری عموم مردم منطقه برای آسیاب کردن گندم و جو که خودشان تولید میکرند مورد استفاده قرار می‌گرفت.‌و با ساختن یک اتاق‌با‌مصالحی از سنگ و گل و چوب و با نصب تنور گلی استوانه‌ای‌در روستای‌چمتو برای پختن نان ‌که آردش سایده شده از همان آسیاب دهکده چمتو بود و با سوزاندن هیزم در تنور گلی را مهیا میکردند توسط دختران و مادران برای استفاده تمام افراد روستا جهت پختن نان ساخته شد مردم دهکده برخوردارمی‌شدند. تمامی مردان و زنان در حال عمران و آبادانی و ساختن کمک حا و متحد هم بودند آثار مثبت مردان و زنان نیک نهاد و نیک عمل روستای چم تو (چمتو) ماندگار شد همواره یاد و خاطر همگی شان‌که در همه امور استمرار زندگانی متحدهم  و شریک واقعی شادی‌ها و غم‌های هم بودند گرامی باد‏،.
- «نتایج سرشماری ایران در سال ۱۳۸۵». درگاه ملی آمار. بایگانی‌شده از روی نسخه اصلی در ۲۱ آبان ۱۳۹۲.